# Élorn

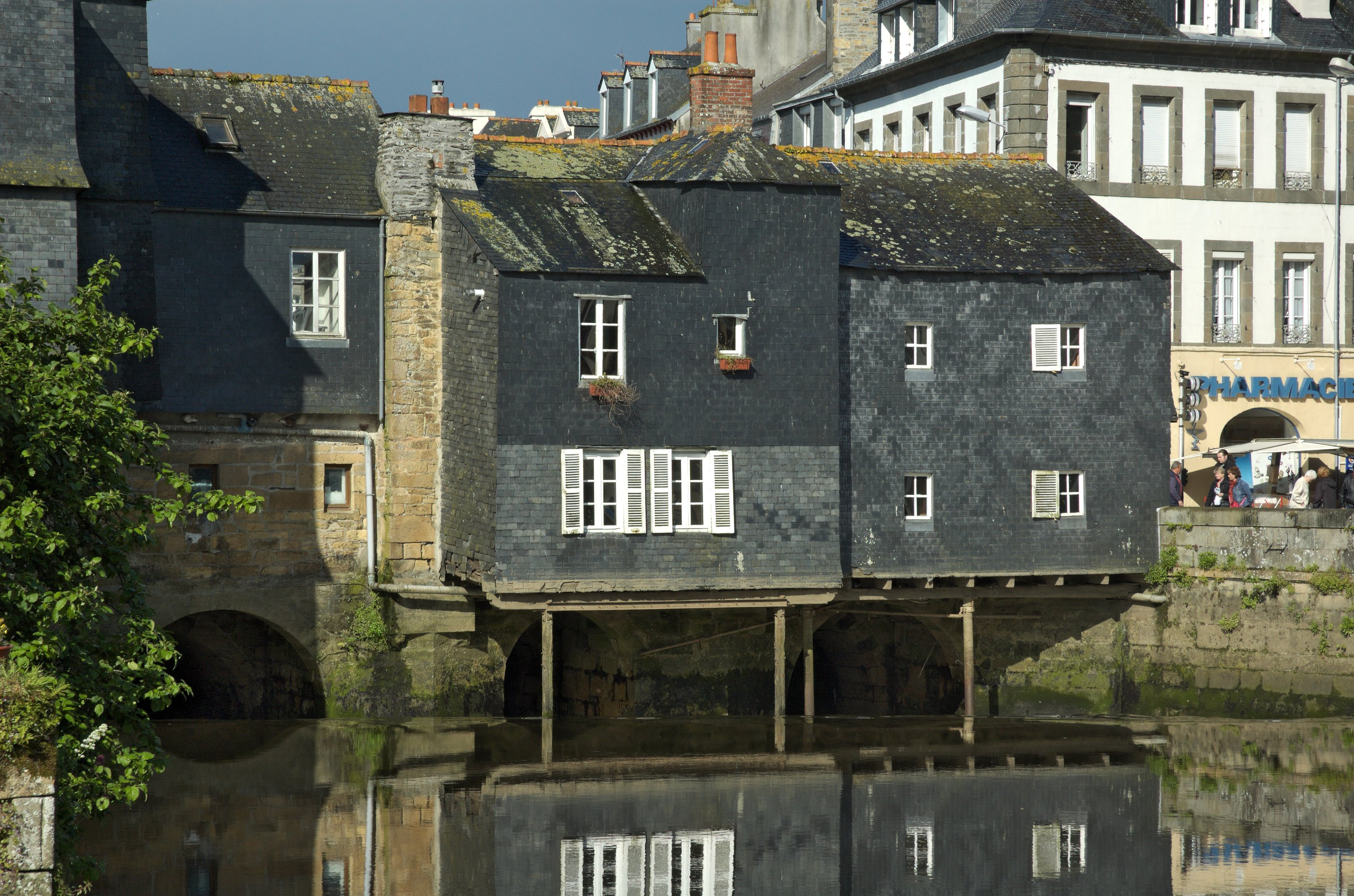
Il Pont de Rohan (1510), ponte sul fiume Élorn, a Landerneau

L'Élorn (in bretone: Elorn) è un fiume francese di 56,3 km che scorre interamente in Bretagna (Francia nord-occidentale), in particolare nel dipartimento del Finistère (Bretagna nord-occidentale), dove sorge nei Monts d'Arrée, 2 km a sud di Commana, e sfocia nel Mare Celtico Mer Celtique; (Oceano Atlantico) nella rada di Brest, tra Landerneau e Brest.

## Geografia
L'Élorn attraversa in totale 14 comuni (Bodilis, Commana, Lampaul-Guimiliau, Landerneau, Landerneau, Loc-Éguiner, Locmélar, Pencran, Ploudiry, Plouédern, Plounéventer, La Roche-Maurice, Saint-Servais e Sizun), in quella zona della Bretagna nota per i numerosi  enclos paroissiaux , i complessi parrocchiali recintati.

È navigabile dalla sorgente sino a Landerneau.
Il fiume è legato, tra l'altro, alla leggenda del drago dell'Élorn.

## Origini del nome
Le origini del nome vengono fatte risalire, tra l'altro, ad una leggenda, secondo la quale Elorn, signore della fortezza di Roch' Morvan, avrebbe perso la vita nelle acque del fiume Dour-doun (= "acqua profonda"), che in seguito avrebbe così assunto il suo nome..